# Kradenan (Kaliwungu)
Kradenan is een bestuurslaag in het regentschap Semarang van de provincie Midden-Java, Indonesië. Kradenan telt 3113 inwoners (volkstelling 2010).